# 气象经济
指与天气等气象预报服务有关的各类经济活动的总和。它包含两层意义，一是指利用气象服务来防灾、抗灾以避免风险和损失；二是指利用有利的气象条件来创造效益。其特点是，人们可以利用气象信息作为从事经济活动的决策依据之一，可以根据气象服务提供的信息，安排生产经营活动，趋利避害。减少经济损失，提高经济效益。
中国第一批气象服务经济人共有78人，于2002年底成立。他们将社会各方面的气象需求信息反馈到气象部门，使气象部门开发出相关的个性化气象信息产品。同时，他们还能够代表客户向气象部门提出气象订单。

## 相关链接
- 德尔菲定律